# 엘리자베트 뢰켈

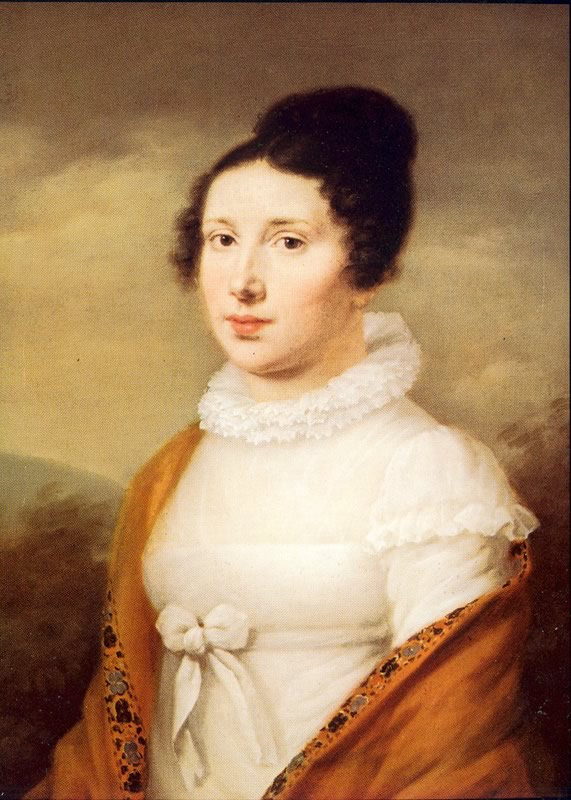
요제프 빌리브로르트 말러에 의한 엘리자베트 뢰켈의 초상화, 뒤셀도르프, 괴테 박물관

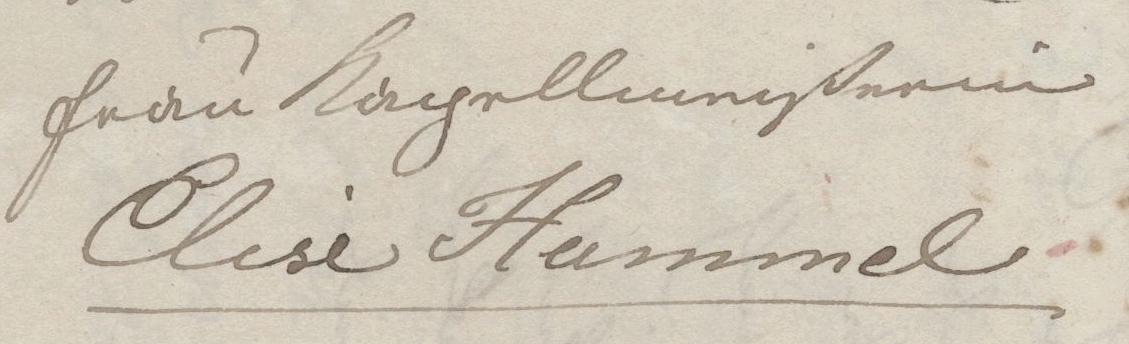
안나 밀더-합트만이 "엘리제 훔멜"에게 보낸 편지에서, 1830년, 뒤셀도르프, 괴테 박물관

엘리자베트 뢰켈(Elisabeth Röckel, 1793년 3월 15일 – 1883년 3월 3일)은 독일의 소프라노 오페라 가수이자 작곡가 요한 네포무크 훔멜의 아내였다.

## 생애
뢰켈은 바이에른의 노인부르크 포름 발트에서 태어나 "마리아 에바"(Maria Eva)라는 세례를 받았다. 그녀는 1806년에 빈의 안 데르 빈 극장에서 초연된 루트비히 판 베토벤의 오페라 피델리오의 두 번째 버전에서 플로레스탄 역을 맡은 오페라 가수 요제프 아우구스트 뢰켈(1783~1870)의 남매였다. 같은 해 그녀도 빈으로 왔다. 그녀는 오빠와 함께 극장의 아파트에서 살았다. 극장 주민 등록부의 기록에 의하면, 그녀의 이름은 "엘리제 [!] 뢰켈"(Elis [!] Rökel)이었고, 극장의 다른 아파트에는 피델리오 역을 맡은 유명한 가수 안나 밀더-하웁트만(1785-1838)이 가족과 함께 살았다. 그녀는 엘리자베트의 절친한 친구가 되었다. 많은 소식통에 따르면, 엘리자베트는 아름다운 어린 소녀와 사랑에 빠져 그녀와 결혼하고 싶어하는 베토벤을 자주 만났다.
그러나 1810년 4월에 엘리자베트 뢰켈은 밤베르크 극장에서 약혼을 했고, 그곳에서 모차르트의 돈 조반니에서 도나 안나로 무대에 데뷔했으며, 작가 E. T. A. 호프만의 친구가 되었다.
독일의 음악학자 클라우스 마르틴 코피츠는 베토벤이 엘리자베스 뢰켈이 빈을 떠날 당시 일반적으로 "엘리제를 위하여"(Für Elise)로 알려진 그의 유명한 피아노를 위한 바가텔 25번을 썼다고 제안했다. 원래의 자필 서명 원고에는 "4월 27일, 베토벤의 기억 속의 엘리제를 위하여"("Für Elise am 27 April zur Erinnerung von L. v. Bthvn)라는 문구가 있었다. 실제로 안나 밀더-하웁트만은 그녀에게 보낸 편지에서 그녀의 이름을 "엘리제"(Elise)라고 불렀다.
베토벤이 사망하기 며칠 전에 그녀와 그녀의 남편 요한 네포무크 훔멜은 베토벤을 여러 차례 방문하였고, 그의 머리카락 한 가닥을 잘라서 보관했다. 이것은 나중에(1934년) 피렌체에서 훔멜의 후손인 빌헬름 훔멜에 의해 발견되었다. 머리카락 한 가닥은 현재 산호세 주립 대학교 베토벤 센터에 있다.
1819년부터 89세의 나이로 사망할 때까지 뢰켈은 바이마르에서 살았다.

## 베토벤과의 우정
엘리자베트 뢰켈은 나중에 베토벤과의 친밀한 우정에 대해 여러 번 이야기했다. 그녀가 오토 얀에게 보고한 내용에 따르면, 베토벤은 그녀가 어린 소녀였을 때 주장할 수 있었던 것보다 더 뛰어난 사람이었고, 그는 항상 그녀를 따뜻하고 신뢰해 왔다. 그녀는 루트비히 놀에게 기타리스트 마우로 줄리아니가 주최한 저녁 파티에 베토벤과 함께 있었다고 털어놨다. 그곳에서 베토벤은 라인강의 천성으로 가득 차서 그녀를 찌르고 놀리기를 멈추지 않았다. 결국 그녀는 그를 구하는 방법도 몰랐다. 그는 항상 순수한 애정으로 그녀의 팔을 꼬집었다. 분명히 작곡가는 엘리자베트와 결혼하기를 원했다.
1810년 4월에 그녀가 밤베르크에서 약혼을 수락했을 때, 관계가 일시적으로 소원해졌을 것이다. 특히 이 결정으로 인해 더욱 긴밀한 관계를 맺으려는 베토벤의 희망이 끝났을 수도 있었기 때문이다. 가수에게 헌정된 사망 기사에는 "베토벤은 엘리자베트 뢰켈의 거절을 어렵게 느꼈다"고 적혀 있다.
베토벤이 사망하기 직전에 그녀가 남편과 그의 학생인 페르디난트 힐러와 함께 그를 다시 방문했을 때, 그의 비서인 안톤 쉰들러는 그녀로부터 '베토벤에 대한 그녀의 이전 사랑이 얼마나 깊은 뿌리를 두고 있는지'를 알게 되었다. 그는 여전히 그녀 안에 살고 있었던 것이다. 처음에 작곡가는 두 남자의 방문만을 받았지만, 마침내 작곡가는 엘리자베트를 다시 만날 수 있도록 허락해 달라고 요청했다. 베토벤은 빠른 회복을 바라였고, 1827년 3월 20일에 뢰켈은 방문하고 싶다고 발표하면서 죽어가는 남자의 소원을 성취시켜주었다. 3월 23일에 그녀가 그를 다시 방문했을 때 그는 더 이상 말을 할 수 없었다. 힐러는 이렇게 보고했다: "훔멜의 아내는 좋은 캠브릭 천을 가져다가 그것으로 여러 번 그의 얼굴을 닦았습니다. 나는 그의 부러진 눈이 그녀를 올려다보던 감사한 표정을 결코 잊지 못할 것입니다."
같은 날 그녀는 작별 인사로 그의 머리카락 한 가닥과 마지막 깃펜을 받았다. 엘리자베트가 사망한 직후에 프란츠 리스트에게 배우기 위해 바이마르에 왔던 아일랜드 피아니스트 베티나 워커는 마리앤스트라세 8에 있는 훔멜 하우스의 벽에 있는 액자에서 유물을 보았다: "베토벤이 죽기 3~4일 전에 남편과 함께 베토벤을 방문했던 훔멜의 아내가 베토벤의 머리에서 잘라낸 한 가닥의 머리카락이 있었습니다. 그리고 괴테의 머리카락도 있었습니다. 둘 다 유리틀에 넣어서 그림처럼 벽에 걸어두었습니다. 그 프레임 중 또 다른 프레임에는 베토벤의 손가락이 마지막으로 잡은 깃펜이 포함되어 있었습니다. 왜냐하면 훔멜의 아내가 그에게 그의 머리카락 한 뭉치를 달라고 했을 때, 그녀는 또한 침대 위에 놓여 있던 깃펜도 남기고 떠나기를 간청했기 때문입니다. 베토벤은 자신이 죽어가고 있음을 느꼈고, 직접 그녀의 손에 그 펜을 쥐어주었습니다. 그녀가 살아 있는 동안 그것은 그녀의 가장 소중하고 귀중한 유물 중 하나였습니다."
베토벤의 컬과 그의 마지막 깃펜이 달린 유리 프레임은 1934년에도 요한 네포무크 훔멜의 손자인 빌헴름 훔멜과 함께 피렌체에 남아 있었다. 그의 딸 마리아 훔멜(1905-1975)이 사망한 후 이것은 로스앤젤레스에서 마이크 훔멜(1940-2012)이 소유하게 되었고, 그의 아내 이본느는 2012년에 산호세 주립 대학교의 베토벤 센터에 이것을 물려주었다. 출처가 불분명한 엘리자베트 훔멜의 유물에서 나온 또 다른 베토벤 머리카락은 현재 본의 베토벤 하우스에 있다.
베토벤은 원래 참여하고 싶었던 그의 비서인 안톤 쉰들러를 위한 1827년 4월 7일의 자선 공연에서 훔멜에게 공연을 해달라고 요청했다. 쉰들러는 나중에 게르하르트 폰 브로이닝에게, '훔멜이 처음에는 이것을 거부했고, 엘리자베트의 긴급한 요청 후에야 동의했다'고 말했다: “그렇습니다. 훔멜이 3월 중순 베토벤이 임종할 때, 1827년 4월 7일에 요제프슈타트 극장에서 열리는 내 공연에서 연주하겠다고 약속했지만, 베토벤이 죽은 후에는, 그 약속을 취소하기를 원했습니다. 그러나 여전히 바이마르에서 미망인으로 살고 있는 훔멜의 아내 뢰켈은 한때 베토벤의 사랑을 받았습니다. 그는 그녀와 결혼하기를 원했습니다. 그러나 훔멜은 그에게서 그녀를 낚아챘습니다. 그녀는 남편의 결정이 바뀌었다는 소식을 듣고 이렇게 대답했습니다. "나는 베토벤의 기념물에 너무 많은 애정을 갖고 있어서 거부하게 놔두지 않을 것입니다. 내 남편에게서 한발짝도 물러서지 마세요. 그가 당신을 위해 연주할 것이라고 약속합니다.” – 그리고 훔멜은 정말로 연주했고, 베토벤의 주제에 대해 견줄수 없을 정도의 아름다운 환상을 가지고 연주했습니다.” 베토벤의 교향곡 7번의 알레그레토를 가리킨다.

## 바가텔 "엘리제를 위하여"
베토벤 연구가인 클라우스 마르틴 코피츠는 엘리자베트 뢰켈이 바가텔 "엘리제를 위하여"의 헌정자라고 생각했다. 1810년에 작성된 이 작품의 악보에는  "4월 27일 [1810년], 베토벤의 기억 속의 엘리제를 위하여"(Für Elise am 27 April [1810] zur Erinnerung von L. v. Bthvn)라고 하는 헌정 문구가 적혀 있다. 코피츠는 다음과 같은 증거를 인용한다.
- 엘리자베트 뢰켈은 문제의 당시 베토벤의 절친한 친구였다.
- 엘리자베트 뢰켈은 실제로 안나 밀더-하웁트만을 포함한 베토벤의 친구들 사이에서 "엘리제"(Elise)로 불렸다. 1814년에 그녀의 아들 에두아르트(Eduard)가 세례를 받을 때, 그녀는 심지어 "마리아 에바 엘리제"(Maria Eva Elise)로 등록되었다.[12]
- 엘리자베트의 밤베르크에서의 첫 번째 참여가 이 작품을 창작하게 된 이유인 것 같다. 왜냐하면, 빈의 배우이자 궁정 연극 시인인 프란츠 이그나츠 폰 홀바인이 1810년 4월 1일부터 24일까지 밤베르크에서 게스트로 출연했을 때, 그녀의 참여도 결정되었기 때문이다.[13] 도착 당일에 그는 극장의 지휘를 맡기로 하고, 엘리자베트 뢰켈과 그녀의 오빠를 포함한 그의 앙상블을 구성하는 것에 동의했다.[14]

막스 웅거의 에세이에 이어 연구자들은 이전에 문제의 베토벤의 삶에 "엘리제"(Elise)라는 여성이 없었다고 주장했으며, "엘리제"(Elise)가 테레제 말파티라고 가정했다. 빈의 음악학자인 미하엘 로렌츠는 엘리자베트 훔멜을 위한 바가텔 악보가 뮌헨의 테레제 말파티, 또는 바베트 브레들에게까지 어떤 과정으로 전달될 수 있었는지를 여태껏 설득력 있게 설명할 수 없었기 때문에 코피츠의 논문을 의심한다.